# Basil Bernstein
Basil Bernstein (Londres, 1 de noviembre de 1924 - Londres, 24 de septiembre de 2000) fue un sociólogo y lingüista británico, conocido por sus aportaciones a la Sociología de la educación.

## Vida
Nació en el barrio londinense de East End, hijo de inmigrantes judíos. Durante la Segunda Guerra Mundial, sirvió al ejército británico en África. Luego estudió sociología y lingüística en la Escuela de Economía y Ciencia Política de Londres. Obtuvo su doctorado en 1953.
Sus principales aportes se orientan al desarrollo de una gran teoría sociológica de la educación, inspirada en los trabajos de Durkheim, Weber, Marx y de los pensadores del estructuralismo. Sus textos dialogan permanentemente con los de su contemporáneo Pierre Bourdieu. Durante diecinueve años (entre 1971 y 1990) se dedicó principalmente a reformular, extender y corregir una misma obra: Clases, códigos y control, que se publicó por tomos durante esos años, incluyendo capítulos corregidos y nuevos alternativamente.

### Propuesta
La obra de Basil Bernstein constituye, junto a la de Bourdieu, el corpus central de la llamada "nueva" sociología de la educación.
Preocupado, al igual que sus colegas franceses, por el fracaso de las estudiantes provenientes de las clases trabajadoras, realiza una serie de investigaciones empíricas y desarrolla un instrumental heurístico para comprender la relación entre las funciones en el sistema educativo y la estructura de clases sociales. Su objeto de estudio es el aula. A partir de su observación sistemática, busca una teoría capaz de comprender la relación de lo micro (el aula) y lo macro (la sociedad).

### Concepto de código: restringido y elaborado
Define a los códigos como principios que regulan los sistemas de significación, adquiridos de forma tácita, que seleccionan e integran modos de actuación. Distingue el código "restringido" del código "elaborado". El código restringido depende netamente del contexto y es particularista, está enmarcado en el ámbito de la producción (material) y es empleado por la clase trabajadora. El código "elaborado" no depende del contexto, es universalista, está enmarcado en el ámbito de la reproducción (ideológica, reproducción del control simbólico) y es empleado por la clase dirigente.
En las instituciones educativas, los poseedores del código elaborado superan a los estudiantes provenientes de la clase trabajadora, que fracasan en sus estudios en un proceso de selección no natural, sino arbitrario y naturalizado. El contenido de la forma pedagógica, según Bernstein, actúa de forma selectiva sobre los estudiantes, profundizando en la dimensión cultural (superestructural, simbólica) las relaciones de desigualdad entre las clases sociales.
Como explica la socióloga Julia Varela, "los códigos son el resultado de posiciones desiguales en la estructura social, sirven para posicionar a los sujetos de forma desigual en dicha estructura, al mismo tiempo que suponen una relación específica con el lenguaje".
Establece una relación entre lengua y clases sociales. Las relaciones sociales filtran el lenguaje y lo adaptan a procesos de comunicación desiguales. Su labor consiste en acercar los estudios lingüísticos a la sociología. Estudia la expresión de individuos de distintas clases sociales y analiza sus diferencias, lo que le lleva a la formulación de la teoría de los códigos lingüísticos, que da cuenta de las transformaciones sociales y su impacto en los sistemas de significación.

Las reglas del dispositivo lingüístico no están libres de ideología, sino que reflejan los aspectos del potencial de significado a los que otorgan mayor importancia los grupos dominantes

### Pedagogías visibles e invisibles
Bernstein distingue pedagogías visibles e invisibles. La pedagogías visibles corresponden a la escuela "tradicional", marcadamente jerárquica, donde las reglas y los criterios de calificación son explícitos. En las pedagogías invisibles, que aparecen en Europa a partir de los años ’60 y en América Latina en los ’80, sólo el transmisor conoce las reglas discursivas. Para el alumno son invisibles. En esta práctica pedagógica se privilegia especialmente la creatividad y la autonomía del alumno. Bernstein las describe exhaustivamente y concluye afirmando que las pedagogías invisibles son sólo en apariencia más democráticas, ya que fomentan la competencia y reproducen la desigualdad con igual o mayor intensidad que las pedagogías visibles. 

Puede reproducirse la misma distribución de poder mediante modalidades de control en apariencia opuestas

## Obra
- Social Class, Language and Communication (1970), con Walter Landis y Dorothy Henderson
- Class, codes, and control (1971-1990)
  - Vol. 1: Theoretical Studies Towards a Sociology of Language (1971)
  - Vol. 2: Applied Studies Towards a Sociology of Language (1973)
  - Vol. 3: Towards a Theory of Educational Transmissions (1975)
  - Vol. 4: The Structuring of Pedagogic Discourse (1990).
- Selection and Control (1974), con Walter Landis
- Pedagogy, Symbolic Control and Identity (1996-2000)